# Эльманов, Иван Кириллович
Ива́н Кири́ллович Эльманов (Ельманов) — российский изобретатель. Известен как создатель «Дороги на столбах» — первого в мире монорельсового поезда на конной тяге.
В 1820 году житель подмосковного села Мячково Иван Эльманов построил «дорогу на столбах». Согласно его проекту, по верхнему продольному брусу должны были катиться вагонетки, которые тянули бы лошади. Впрочем, Эльманову не удалось найти инвесторов для строительства дорог по своей системе и потому впоследствии пришлось прекратить работу над этой идеей.
Годом позже идея использования монорельса была запатентована Генри Робинсоном Палмером.